# نيكولاي بوغوليوبوف
نيكولاي نيكولايفيتش بوجوليوبوف (بالروسية: Никола́й Никола́евич Боголю́бов)، (ولد في 21 أغسطس 1909 – 13 فبراير 1992)، أيضًا تُترَجم بوجوليوبوف، هو سوفيتي عالم رياضيات وفيزيائي نظري، معروف بالإسهام الكبير في نظرية الحقل الكمومي وإحصائية الميكانيكا الكلاسيكية والكمية ونظرية الأنظمة الديناميكية؛ حائز على جائزة ديراك (1992).

## روابط خارجية
- نيكولاي بوغوليوبوف على موقع مونزينجر (الألمانية)